# دانشگاه علوم پزشکی مشهد
دانشگاه علوم پزشکی مشهد یکی از دانشگاه‌های دولتی ایران و یکی از بهترین دانشگاه‌های علوم پزشکی در ایران تحت پوشش وزارت بهداشت، درمان و آموزش پزشکی در شهر مشهد است. این دانشگاه با دارا بودن ۷ معاونت و ۱۸ شبکه بهداشت و درمان، ۷ دانشکده، ۲۸ بیمارستان و ۱۶ مرکز تحقیقاتی، (۴ مرکز مصوب وزارت و ۱۲ مرکز مصوب دانشگاه) و به‌طور کلی از حیث گستره وسیع ارائه خدمات بهداشتی درمانی به حدود ۵ میلیون نفر جمعیت یکی از بزرگترین دانشگاه‌های کشور به‌شمار می‌رود.

## تاریخچه
شهر مشهد که به دلیل وجود بارگاه هشتمین امام شیعیان از دیرباز مورد عنایت مسلمانان بوده‌است، از نظر علمی و فرهنگی نیز از اهمیت خاصی برخوردار می‌باشد. اولین پیشنهاد برای راه اندازی دانشگاه در مشهد، در سال ۱۳۱۳همزمان با تأسیس دانشگاه تهران ثبت گردیده‌است.
مدتها برای نیل به این مقصود تلاش شد تا اینکه به دلیل نیاز فراوان استان خراسان به وجود پزشک و با پیگیری و جدیت مسوولین وقت و مردم در سال ۱۳۱۸ از سوی دفتر نخست‌وزیر موافقت با این امر طی نامه ای به شماره ۱۷۴۵۰ به وزارت معارف اعلام شد.
در ابتدا، بنا به عللی به جای دانشکده پزشکی، آموزشگاه عالی بهداری در مشهد افتتاح گردید و ساختمان فعلی دانشکده که در آن زمان دبستان ۶ کلاسه دولتی «همت» نام داشت، به این کار اختصاص یافت. ابرلین رئیس وقت دانشکده پزشکی تهران به این مأموریت برگزیده شد. این آموزشگاه به کوشش کارمندان آموزشی و اداری خود و پشتیبانی مؤثر مصطفی حبیبی استاد دانشگاه تهران به تدریج پاگرفت و چهار سال بعد وزارت فرهنگ به تأسیس نظایر آن در شیراز و اصفهان پرداخت.
از سال ۱۳۲۶ بار دیگر برای تکمیل آموزشگاه عالی بهداری و تبدیل آن به دانشکده پزشکی، مکاتبات و اقداماتی آغاز شد و سرانجام در همان سال موافقت هیئت دولت با تأسیس دانشگاه در مشهد جلب گردید و اساسنامه این دانشگاه مشتمل بر دانشکده‌های پزشکی، ادبیات و علوم معقول و منقول (الهیات و معارف اسلامی) تصویب گردید.
نخستین آگهی قبول داوطلب برای سال اول دانشکده پزشکی در شهریورماه ۱۳۲۸ انتشار یافت و این دانشکده سرانجام در دوم آذرماه ۱۳۲۸ به عنوان اولین مرکز علمی پزشکی توسط مرحوم دکتر زنگنه، وزیر فرهنگ آن زمان، رسماً افتتاح شد و آموزشگاه عالی بهداری نیز با فارغ‌التحصیل شدن دانشجویان سال آخر منحل گردید.
در این سال دانشکده با ۶۱ دانشجو افتتاح شدو اعضای هیئت علمی آن را یک نفر دانشیار و هفت نفر معلم حق‌التدریس تشکیل می‌دادند. در سال ۱۳۳۴ دانشکده ادبیات دایر شد و فعالیتهای آموزشی خود را با تعداد قلیلی دانشجو آغاز کرد و از آنجا که به استناد قانون تأسیس دانشگاه‌های شهرستانها که با تشکیل دو دانشکده می‌توان آن مرکز علمی را دانشگاه نامید موجودیت دانشگاه مشهد که اساس آن در سال ۱۳۲۶ پی‌ریزی و تصویب شده بود تحقق پذیرفت. از این رو در سال ۱۳۳۵ این موسسات طی نامه شماره ۲۸۰۰۹ مورخ ۲۵/۵/۱۳۳۵ از طرف وزارت فرهنگ «دانشگاه مشهد» نامیده شدندو از آغاز سال ۱۳۳۶ کلیه قوانین استخدامی و آموزشی این دانشگاه با قیاس به ضوابط دانشگاه تهران و دیگر شهرستانها به مورد اجرا گذاشته شد.
در سال ۱۳۳۷ شمسی دانشکده علوم معقول و منقول و یک سال بعد از آن مؤسسه وعظ و تبلیغ اسلامی وابسته به آن دانشکده تأسیس گردید. در آذرماه ۱۳۴۰ دانشکده کشاورزی مشهد نیز تأسیس گشت که در ابتدای سال تحصیلی ۴۲–۱۳۴۱ منحل و به جای آن در همان تاریخ دانشکده علوم افتتاح گردید. متعاقباً در سال ۱۳۴۴ دانشکده دندانپزشکی تأسیس یافت و بالاخره در مهرماه ۱۳۵۰ دانشکده علوم دارویی و تغذیه نیز به دانشگاه مشهد اضافه گردید.
بعد از پیروزی انقلاب اسلامی و تغییرات کلی در بافت وزارتخانه‌ها، در سال ۱۳۶۵ دانشگاه‌های علوم پزشکی کشور و علوم وابسته به آن از وزارت علوم و آموزش عالی منفک شد و با وزارت بهداری تواماً تحت عنوان وزارت بهداشت، درمان و آموزش پزشکی به کار خود ادامه داد و دانشگاه مشهد نیز به تبع آن به تدریج به دو مؤسسه مستقل به نام‌های «دانشگاه علوم پزشکی مشهد» و «دانشگاه فردوسی مشهد» شناخته شد که هر یک با مدیریت جداگانه اداره می‌گردد
رسالت این دانشگاه تأمین، حفظ و ارتقاء سلامت آحاد جامعه به مدد پرورش استعدادها از طریق تعلیم و تحقیق، ایجاد امکانات پژوهشی برای افزایش توان علمی تحقیقاتی در زمینه مسایل بهداشتی، درمانی و ارتقاء سطح سلامت استان است
از آنجا که دانشگاه‌های علوم پزشکی کشور، خود عهده‌دار امر آموزش (علاوه بر رفع نیازهای بهداشتی درمانی جامعه و توسعه امکانات مربوط) می‌باشند، لذا با تمام توان و استفاده از امکانات و اختیارات باید در جهت نیل به اهداف فوق به پیش روند.
دانشگاه علوم پزشکی مشهد نیز در این راستا همواره به عنوان یکی از موفق‌ترین دانشگاه‌های علوم پزشکی کشور و پیشتاز و مبدع بسیاری از طرح‌های کشوری مطرح بوده‌است، به‌طور نمونه در سال ۱۳۶۷ به عنوان اولین دانشگاه در کشور، برنامه‌های آموزش مداوم پزشکی را اجرا نمود و پیش نویس قانون آن را به مجلس شورای اسلامی ارائه کرد.
این دانشگاه با دارا بودن ۷ معاونت و ۱۸ شبکه بهداشت و درمان، ۸ دانشکده، ۲۸ بیمارستان و ۱۶ مرکز تحقیقاتی، (۴ مرکز مصوب وزارت و ۱۲ مرکز مصوب دانشگاه) و به‌طور کلی از حیث گستره وسیع ارائه خدمات بهداشتی درمانی به بیش از ۵ میلیون نفر جمعیت بزرگترین دانشگاه کشور به‌شمار می‌رود.

## دانشکده‌ها

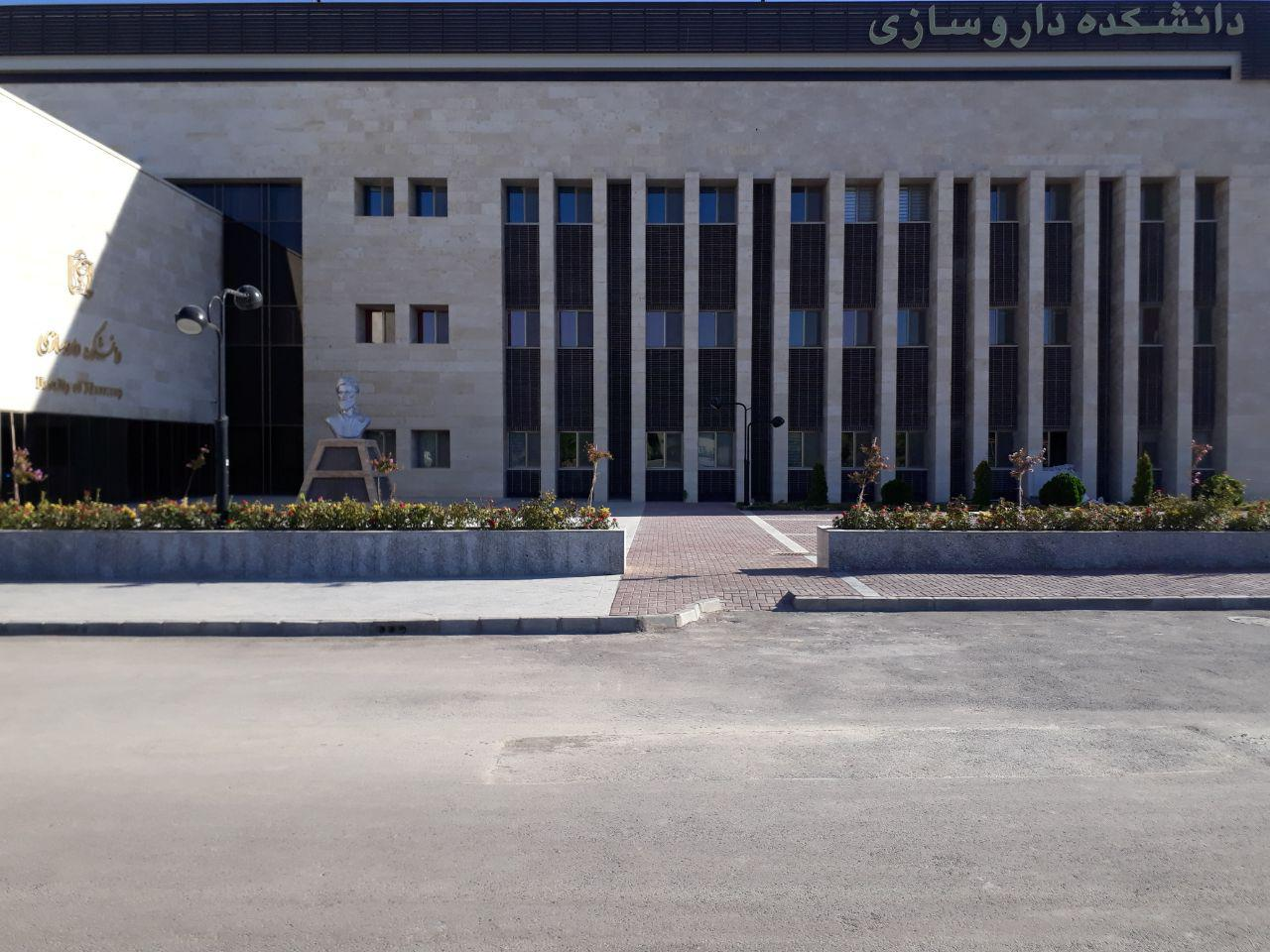
دانشکده داروسازی

دانشگاه علوم پزشکی مشهد مشتمل بر ده دانشکده و یک پردیس بین‌الملل است:
- دانشکده بهداشت
- پرستاری و مامایی
- دانشکده پزشکی
- دانشکده علوم پیراپزشکی
- دانشکده داروسازی
- دانشکده دندانپزشکی
- دانشکده طب ایرانی و مکمل
- دانشکده پرستاری قوچان
- مجتمع آموزش عالی سلامت کاشمر
- مرکز آموزش فوریت‌های پزشکی درگز
- پردیس بین‌الملل

## بیمارستان‌ها

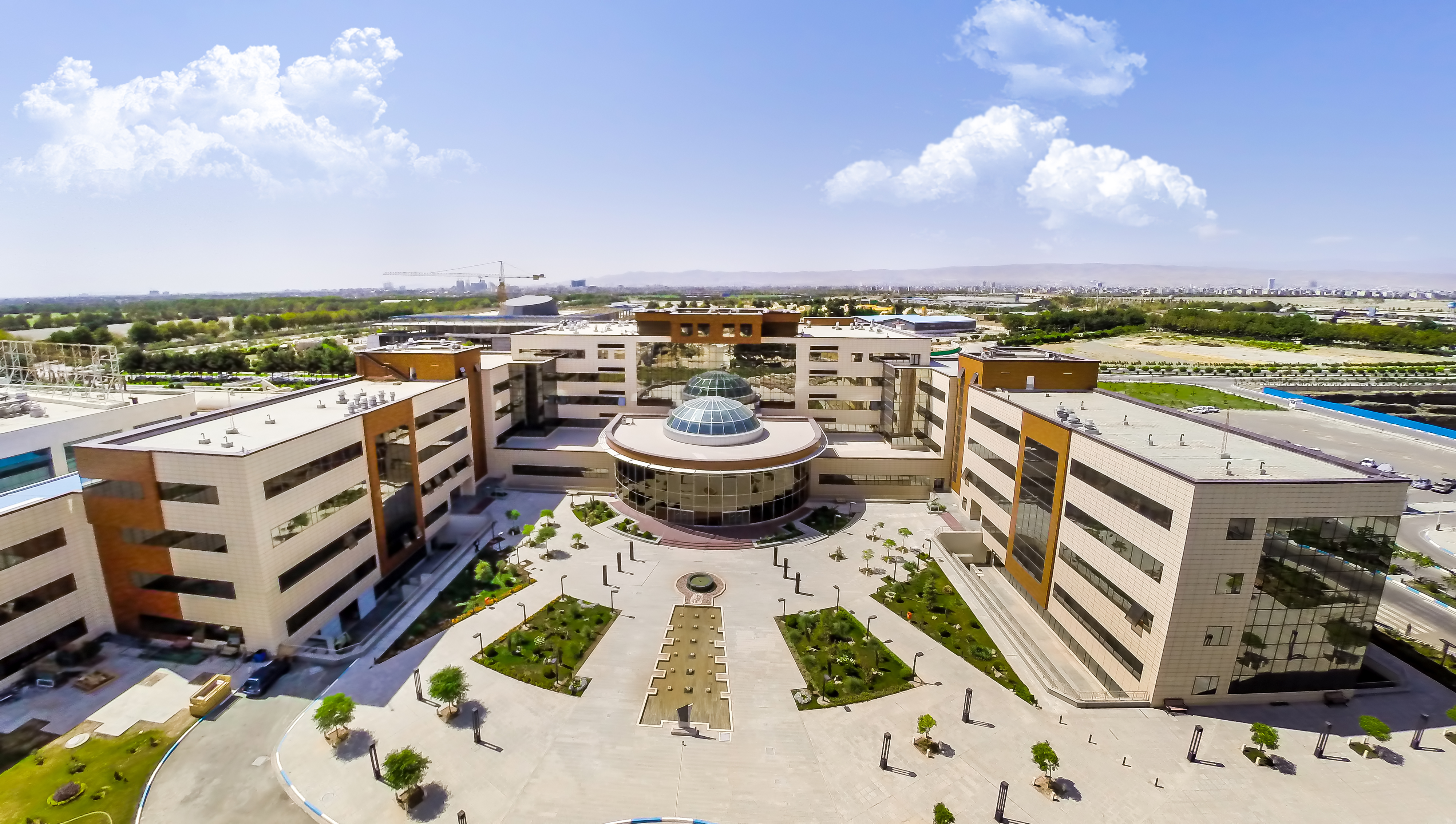
بیمارستان رضوی

۲۸ بیمارستان زیر نظر دانشگاه علوم پزشکی مشهد قرار دارد:
- بیمارستان ابن سینا مشهد
- بیمارستان ام‌البنین مشهد
- بیمارستان امام رضا
- بیمارستان امید مشهد
- بیمارستان خاتم‌الانبیا مشهد
- بیمارستان دکتر شیخ مشهد
- بیمارستان دکتر شریعتی مشهد
- بیمارستان سوانح طالقانی مشهد
- بیمارستان شهید هاشمی نژاد مشهد
- بیمارستان کامیاب مشهد
- بیمارستان قائم مشهد
- بیمارستان پیوند اعضا منتصریه مشهد
- بیمارستان رضوی مشهد
- بیمارستان بنت الهدی مشهد
- بیمارستان ۱۷ شهریور مشهد
- بیمارستان پاستور مشهد
- بیمارستان فارابی مشهد
- بیمارستان ولایت مشهد[۴]

- بیمارستان فوق تخصصی کودکان اکبر